# Amedeo Mecozzi
Amedeo Mecozzi (Róma, 1892. január 17. – Róma, 1971. november 2.) hadnagy, az első világháború egy eredményes olasz vadászpilótája volt. Szolgálata során 5 igazolt és 3 igazolatlan légi győzelmet ért el.

## Élete
Mecozzi 1892-ben született Rómában. Szülei korán meghaltak, ezért árva lett és nagyszüleinél nevelkedett.
1913-ban csatlakozott az olasz hadsereghez. 1915-ben Szomáliába ment, Olaszország gyarmatára, hogy ott pilótaképzésen vegyen részt. 1916. február 1-jén kapta kézhez pilótaigazolványát, és mint felderítő szolgálta a hadsereget.
1917 szeptemberében a 71. (71 Squadriglia) repülőszázadhoz helyezték. Itt kapta meg Hanriot Hd.1-es repülőjét. Első győzelmét Karácsony után szerezte meg december 26-án, mikor csapatával bekerítettek egy Two - Seater-t, azonban a gép zuhanáskor egy földműves pajtájába repült bele, s a ház gazdája felháborodott.
1918. évében legyőzött egy pilótát az osztrák-magyar Flik 42J-ből (42. vadász század), amely híres volt kiváló pilótáiról. A háború vége felé még néhány légi győzelmet szerzett, de ezeket nem tudták igazolni. Mecozzi 7 olasz repülőszázad tagja volt (45ª, 46ª, 48ª, 49ª, 50ª, 76ª, 78ª) azonban győzelmet csak és kizárólag a 78. repülőszázadban ért el.
Az első világháború után azonban tovább katonáskodott, és folyamatosan emelkedett a ranglétrán, az idős tábornok 1945-ben a második világháború után vonult vissza, és lelkesen kezdte írni memoárjait.
Élete vége felé egyre visszahúzódóbbá vált (ez valószínűleg halláskárosultságának tudható be), majd végül 1971. november 2-án hunyt el Rómában, 79 éves korában.

## Légi győzelmei
| Sorszám     | Egység | Dátum              | Ellenfél     | Repülőgép             |
| ----------- | ------ | ------------------ | ------------ | --------------------- |
| 1           | 78ª    | 1917. december 26. | Hanriot HD.1 | Two-seater            |
| 2           | 78ª    | 1918. május 26.    | Hanriot HD.1 | Two-seater            |
| 3           | 78ª    | 1918. május 26.    | Hanriot HD.1 | Albatros D.III        |
| 4           | 78ª    | 1918. június 15.   | Hanriot HD.1 | Hansa-Brandenburg C.I |
| 5           | 78ª    | 1918. június 19.   | Hanriot HD.1 | Hansa-Brandenburg C.I |
| Igazolatlan | 78ª    | 1918. június 19.   | Hanriot HD.1 | Légi ballon           |
| Igazolatlan | 78ª    | 1918. október 6.   | Hanriot HD.1 | DFW.C                 |
| Igazolatlan | 78ª    | 1918. október 6.   | Hanriot HD.1 | Albatros D.V          |
| Igazolatlan | 78ª    | 1918. október 27.  | Hanriot HD.1 | DFW.C                 |

## Fordítás
- Ez a szócikk részben vagy egészben  az   Amedeo Mecozzi című angol Wikipédia-szócikk fordításán alapul.  Az eredeti cikk szerkesztőit annak laptörténete sorolja fel. Ez a jelzés csupán a megfogalmazás eredetét és a szerzői jogokat jelzi, nem szolgál a cikkben szereplő információk forrásmegjelöléseként.
- Ez a szócikk részben vagy egészben  az   Amadeo Mecozzi című olasz Wikipédia-szócikk fordításán alapul.  Az eredeti cikk szerkesztőit annak laptörténete sorolja fel. Ez a jelzés csupán a megfogalmazás eredetét és a szerzői jogokat jelzi, nem szolgál a cikkben szereplő információk forrásmegjelöléseként.